# Elbe-Parey
Elbe-Parey est une commune allemande de l'arrondissement du Pays-de-Jerichow, Land de Saxe-Anhalt.

## Géographie
L'Elbe forme la frontière occidentale du territoire de la commune. Au sud-est s'élève le Fläming. Les grandes zones forestières se trouvent principalement dans la zone orientale.
La commune comprend les quartiers de :
| Bergzow     |
| Derben      |
| Ferchland   |
| Güsen       |
| Hohenseeden |
| Parey       |
| Zerben      |

|             | Jerichow   |         |
| Tangerhütte | Elbe-Parey | Genthin |
| Burg        | Möckern    |         |

Elbe-Parey se trouve sur la Bundesstraße 1, la ligne de chemin de fer Berlin-Magdebourg et le canal Elbe-Havel.

## Histoire
Elbe-Parey est une commune issue de la fusion en 2001 de Bergzow, Derben, Ferchland, Güsen, Hohenseeden, Parey et Zerben.

## Personnalités liées à la ville
- Rolf Kuhrt (1936-), peintre né à Bergzow.

## Jumelage
- Jastarnia (Pologne)